# Грефрат
Грефрат (нім. Grefrath) — громада в Німеччині, знаходиться в землі Північний Рейн-Вестфалія. Підпорядковується адміністративному округу Дюссельдорф. Входить до складу району Фірзен.
Площа — 30,98 км2. Населення становить 14 759 ос. (станом на 31 грудня 2020).